# Chủ tịch Thượng viện Antigua và Barbuda
Chủ tịch Thượng viện Antigua và Barbuda là viên chức đứng đầu Thượng viện Antigua và Barbuda. Chủ tịch thượng viện là một thượng nghị sĩ được bầu lên khi Thượng viện nhóm họp sau cuộc tổng tuyển cử.
Nếu chức vụ Chủ tịch Thượng viện bị trống nhưng chưa tới thời điểm giải tán Nghị viện kế tiếp, Thượng viện phải bầu một thượng nghị sĩ mới để thay thế càng sớm càng tốt. Trước khi tiến hành công việc, ngoài việc bầu ra Chủ tịch tại phiên họp đầu tiên của Thượng viện sau cuộc tổng tuyển cử, Thượng viện cũng sẽ bầu ra một thượng nghị sĩ làm Phó Chủ tịch. Nếu vị trí Phó Chủ tịch bị trống nhưng chưa tới thời điểm giải tán Nghị viện kế tiếp, Thượng viện sẽ bầu một thượng nghị sĩ khác vào vị trí này càng sớm càng tốt. Một thượng nghị sĩ không thể được Thượng viện bầu làm Chủ tịch hoặc Phó Chủ tịch nếu họ cũng đang giữ chức vụ Bộ trưởng hoặc Thư ký Nghị viện. Khi chức vụ Chủ tịch bị trống, Thượng viện không được phép tiến hành bất kỳ hoạt động nào (ngoại trừ việc bầu Chủ tịch mới).

## Danh sách Chủ tịch
Đây là danh sách không đầy đủ các chủ tịch của Thượng viện Antigua và Barbuda:
| Tên                                      | Vào nhiệm sở            | Rời nhiệm sở         |
| ---------------------------------------- | ----------------------- | -------------------- |
| Hon. Tiến sĩ Luther Reginald Wynter, CBE | 1967                    | 1968                 |
| Hon. Clarence Addison Harney             | 1971                    | Sau tháng 6 năm 1975 |
| Hon. W. Keithly Heath                    | 1976                    | Sau tháng 3 năm 1980 |
| Hon. Bradley Carrott                     | Trước tháng 11 năm 1980 | 18 tháng 2 năm 1994  |
| Hon. Millicent Percival                  | 21 tháng 3 năm 1994     | 26 tháng 2 năm 2004  |
| Hon. Edmond Mansoor                      | 26 tháng 3 năm 2004     | 5 tháng 1 năm 2005   |
| Hon. Hazelyn Francis                     | 7 tháng 1 năm 2005      | 16 tháng 5 năm 2014  |
| Hon. Alincia Williams-Grant              | 25 tháng 6 năm 2014     | Đương nhiệm          |